# 쓰즈미사카촌
쓰즈미사카촌(鼓坂村)은 니가타현 기타칸바라군에 설치되었던 촌이다. 현재의 다이나이시에 해당한다.